# فدراسیون بسکتبال بریتانیا
فدراسیون بسکتبال بریتانیا (انگلیسی: British Basketball) نهاد اداره کننده ورزش بسکتبال در بریتانیای کبیر است. این فدراسیون که در سال ۲۰۰۶ تاسیس شده مقر آن در شهر منچستر قرار دارد.